# Oxyopes auriculatus
Oxyopes auriculatus är en spindelart som beskrevs av Lawrence 1927. Oxyopes auriculatus ingår i släktet Oxyopes och familjen lospindlar.
Artens utbredningsområde är Namibia. Inga underarter finns listade i Catalogue of Life.